# Ombelim
Ombelim (en marshallais Ombiririen ou Onbirien) est un îlot en grande partie sableux de l'atoll de Wotho, dans les Îles Marshall. Il est situé au sud-ouest de l'atoll et est inhabité.